# Dingo (cég)
A Dingo (株式会社ディンゴ; Hepburn: Kabushiki gaisha Dingo) sibujai székhelyű japán videójáték-fejlesztő cég volt, amelyet 1998. augusztus 14-én alapítottak. A cég 340 millió jenes adósság felhalmozása után, 2017. március 21-én csődöt jelentett. A vállalat elsősorban a Hatsune Miku: Project DIVA ritmusjáték sorozat révén volt ismert.

## Videójátékai
- Online Striker (Windows)
- Bleach: Hanataresi jabó (PS2, 2006)
- Fire Emblem: Radiant Dawn (Wii, 2007)
- Cluster Edge: Kimi vo macu mirai e no akasi (PS2, 2007)
- Csó kószoku Card Racer (játékterem, 2007)
- Pokémon Battrio (játékterem, 2007)
- Pictdot (2008)
- Kandzsi kurouto (2008)
- Kanakuro (2008)
- Number Place (2008)
- Pokémon Battrio 2 (játékterem, 2008)
- Mr. Driller Online (XBLA, 2008)
- Oden-kun: Tanosii Oden mura (NDS, 2008)
- Kimo kava E! (NDS, 2009)
- PokéPark Wii: Pikachu’s Adventure  (Wii, 2009)
- Hatsune Miku: Project DIVA sorozat
  - Hatsune Miku: Project DIVA (PSP, 2009)
  - Hatsune Miku: Project DIVA 2nd (PSP, 2010)
  - Hatsune Miku: Project DIVA Extend (PSP, 2011)
- Photo kano sorozat
  - Photo kano (PSP, 2012)
  - Photo kano Kiss (Vita, 2013)
- Sókan × Singeki × Monsters!! (Android, 2012)
- Hikókai (PSP, 2013)
- Occult Maiden (Android/iOS, 2013)
- Love Live! School Idol Paradise sorozat
  - Love Live! School Idol Paradise Vol. 1: Printemps Unit (Vita, 2014)
  - Love Live! School Idol Paradise Vol. 2: BiBi Unit (Vita, 2014)
  - Love Live! School Idol Paradise Vol. 3: Lily White Unit (Vita, 2014)
- Persona 4: Dancing All Night (Vita, 2015)
- 38M Girls (Android/iOS, Windows, 2016)
- Reco Love sorozat
  - Reco Love: Blue Ocean (Vita, 2016)
  - Reco Love: Golden Beach (Vita, 2016)
- Ragnastrike Angels (Android/iOS, 2016)